# Distretto di Zhylyoj
Il distretto di Zhylyoj (in kazako: Жылыой  ауданы) è un distretto (audan) del Kazakistan con  capoluogo Qūlsary.